# NK Bjelovar
Der NK Bjelovar ist ein kroatischer Fußballverein aus der Stadt Bjelovar.

## Geschichte
Der 1908 gegründete Verein verbrachte nach der Unabhängigkeit Kroatiens insgesamt zwölf Jahre in der nationalen Zweiten Liga (1992–2002; 2004–2007) und spielt seitdem in der drittklassigen Druga nogometna Liga, heute unter dem Namen 2. NL bekannt. Die beste Platzierung erreichte man in der Saison 1996/97, als der Klub Vizemeister der Nordgruppe wurde. Doch wegen einer Ligareform gab es damals keine Aufsteiger in die höchste Spielklasse des Landes. Im Hrvatski nogometni kup war das Erreichen des Viertelfinals gegen HNK Rijeka (1:0, 0:4) der größte Erfolg.

## Stadion
Der Vereine trägt seine Heimspiele im 2.000 Zuschauer fassenden Novi Gradski Stadion aus.